# Армянский переулок
Армя́нский переу́лок (название с конца XVIII века, ранее также Артамонов переулок, Никольский переулок, Столповский переулок) — переулок в Басманном районе Центрального административного округа города Москвы. Проходит между Маросейкой и Кривоколенным переулком, нумерация домов — от Кривоколенного переулка. К Армянскому переулку примыкает с нечётной стороны Сверчков переулок, с чётной — Малый Златоустинский переулок.

## Происхождение названия
- Армянский переулок — по армянской диаспоре, существовавшей здесь с конца XVI века. Центром общины была купеческая семья Лазаревых, обосновавшаяся в переулке в середине XVIII века (см. Лазаревский институт)
- Артамонов переулок — по имени землевладельца, боярина Артамона Матвеева, в усадьбе которого часто бывал юный царевич Пётр Алексеевич. На другой стороне в конце XVII века находилась усадьба Мухановых.
- Никольский и Столповский переулок — по церкви Николая Чудотворца в Столпах, снесённой в 1938 году.

## История
Строения Армянского переулка сохранились во время страшного пожара 1812 года во многом благодаря слаженным действиям формирующейся армянской диаспоры, так, в книге о Фёдоре Тютчеве, а судьба поэта была неразрывно связана с Армянским переулком и его обитателями, литературный критик Вадим Кожинов, ссылаясь на «Материалы для истории Лазаревского института», пишет о том, что «некоторые пребывающие в Москве армяне» «имели возможность предстать перед оккупантами в качестве иноземцев, оберегающих своё особенное достояние», цитируя «усердие и бдительность некоторых пребывающих в Москве тогда армян и ещё соседей (по-видимому, и тютчевских людей, остававшихся в доме. — В. К.) отвратили бедствия пожара, и тем единственно спасена была эта часть древней столицы».

## Примечательные здания и сооружения
Всего: 22 дома; наибольший номер дома — 15.

### По нечётной стороне
- № 1/8, стр. 1 — доходный дом (1905, архитектор П. К. Микини, совместно с В. А. Властовым и В. К. Микини)
- № 3/5
  - стр. 1 — палаты Протопоповых (Милославских), конец XVII — начало XVIII века. В здании находится музей «Огни Москвы».
  - стр. ?,  памятник архитектуры (региональный) — богадельня Армянской церкви Воздвижения Креста (1842, архитектор В. А. Балашов).
  - стр. 4 — Московский Касперовский (Каспаровский) приют для бедных армян. Ныне — Психоневрологический диспансер № 15.
  - стр. 9,  памятник архитектуры (утраченный) — на этом месте находилась армянская Крестовоздвиженская церковь, построенная в 1781—1782 годах на средства И. Л. Лазарева; снесена в 1930-х годах.
- № 7 — доходный дом (1899, архитектор А. В. Иванов). В доме жил архитектор И. И. Бони.
- № 9 — дом Константинова («Дом печатника») (1874, архитектор А. Е. Вебер).
- № 11/2,  памятник архитектуры (федеральный) — главный дом усадьбы Гагариных-Тютчевых. В основе здания палаты предположительно конца XVI — начала XVII века, которыми во 2-й половине XVII века владел боярин Иван Милославский. Князь Гагарин, купивший усадьбу в 1790 году, заказал её перестройку архитектору Казакову: дом в классическом стиле был расширен пристройками, добавился третий этаж, при этом палаты, ставшие его основой, практически не подверглись переделке.

В 1810 году усадьбу приобрели Тютчевы. До 1822 года здесь вместе с родителями жил будущий поэт Ф. И. Тютчев. Здесь бывали его родственники, будущие декабристы Д. И. Завалишин и И. Д. Якушкин. В 1831 году Тютчевы продали усадьбу Московскому попечительству о бедных, которое разместило здесь богадельню. После революции «Дом призрения Горихвостова» был упразднён, после чего здание занимали различные учреждения. Все эти годы дом не перестраивался и сохранился почти в том же виде, который придал ему Казаков.

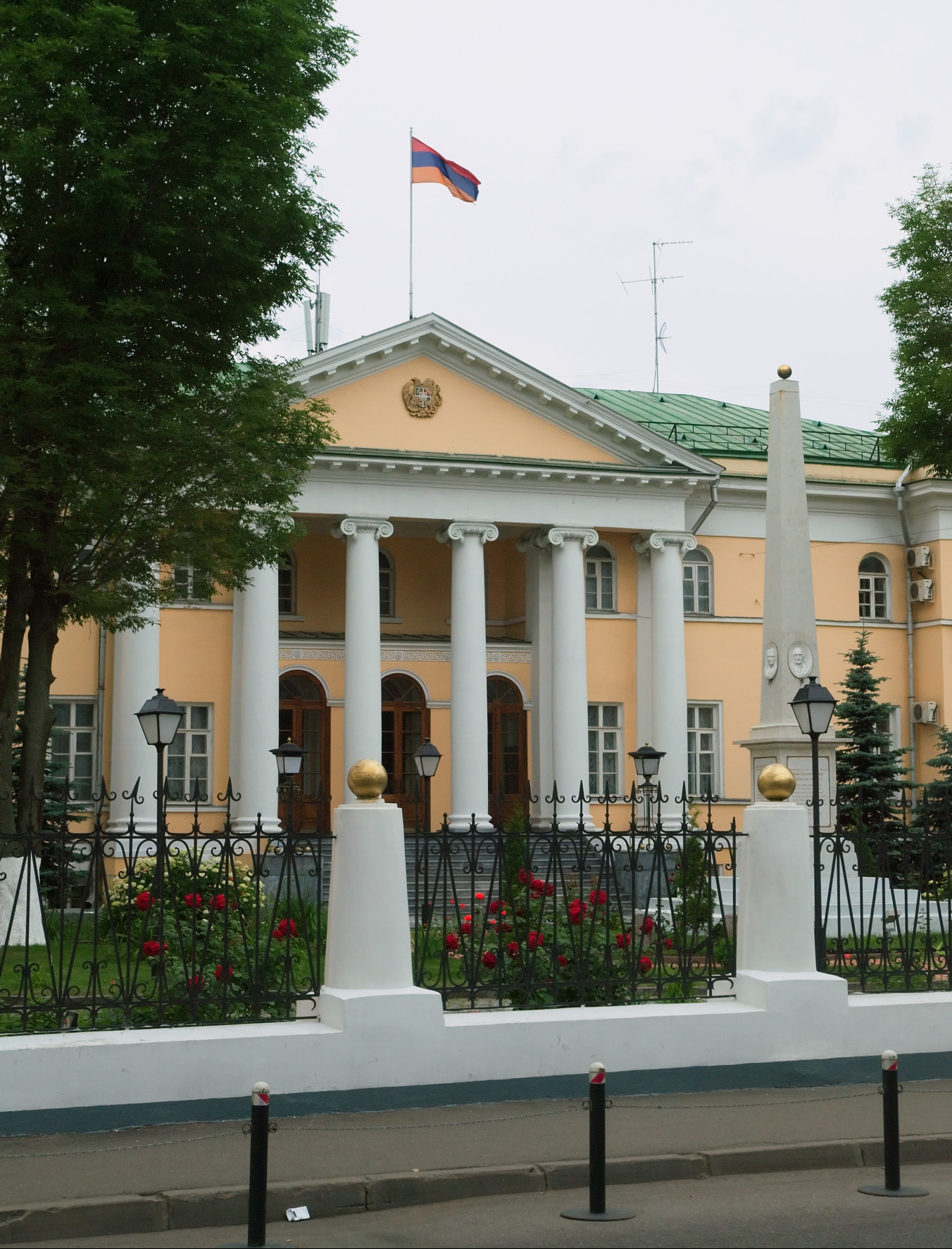
№ 2, Лазаревский институт восточных языков (1816—1823) и обелиск в память Лазаревых (1850).

- - стр.? — флигель усадьбы Гагариных-Тютчевых, XIX век.
  - стр.? — доходный дом богадельни Горихвостова (1911, архитектор Л. В. Стеженский), прототип дома Старсобеса из романа «12 стульев». Ныне — офис J’son & Partners.
- № 13 — городская усадьба XVIII—XIX веков. Дом матери Ф. И. Тютчева. Ограда на углу Сверчкова переулка приписывается М. Ф. Казакову
- № 13/1/6, стр. 2,  памятник архитектуры (федеральный) — жилой дом (в основе флигель городской усадьбы, конец XVIII в. — XIX в.; 1871, архитектор В. В. Барков).

### По чётной стороне
- № 2, 2/6 — Лазаревский институт восточных языков. Главный дом построен в 1816—1823 годах, обелиск в память Лазаревых — 1850, рекреационный и гимназический залы, библиотека и больница — 1890, архитектор А. Ф. Мейснер. В дом встроены палаты Милославских — Меллеров (1670—1680-е). Здание занимает посольство Армении в России.
- № 2 (во дворе) — больничный и библиотечный корпуса Лазаревского института (ок. 1905, архитектор А. Т. Аладжалов).

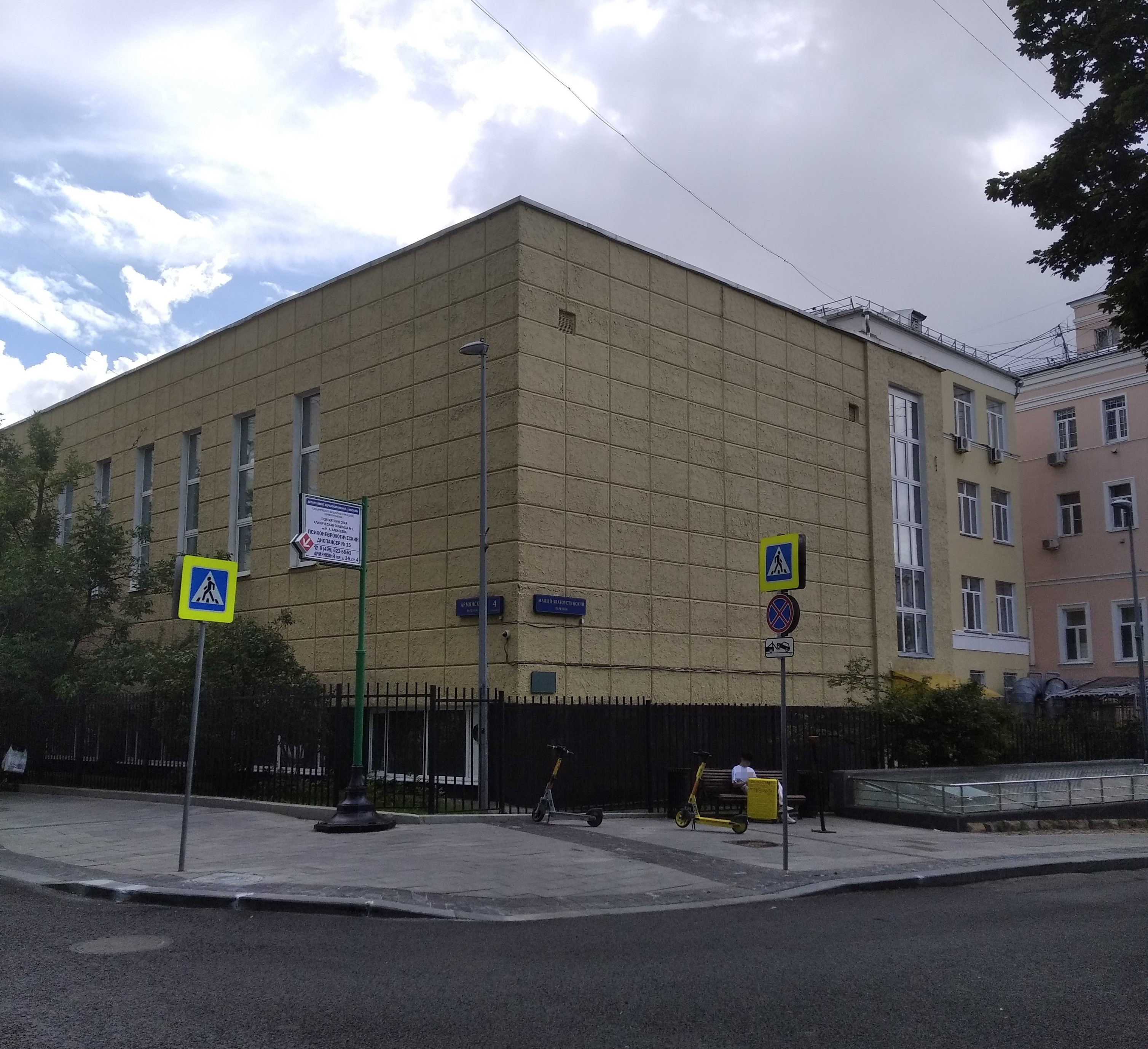
Дом № 4 строение 2 (угол Армянского и Малого Златоустинского переулков; фото — 2024)

- Дом № 4 строение 2 (угол Армянского и Малого Златоустинского переулков; фото — 2024)№ 4 — школьное здание (1930-е, архитектор К. И. Джус-Даниленко). 17 мая 2015 года в рамках проекта «Последний адрес» здесь была установлена табличка в память о репрессированном научном сотруднике В. Н. Левтонове[4].
- № 6/17 (фасад по Маросейке) — дом П. А. Румянцева-Задунайского, XVIII—XIX век, приписывается М. Ф. Казакову. Перестраивался в 1880-х годах. В настоящее время здание занимает посольство Белоруссии в России,